# Птолемей IV Филопатор
Птолеме́й IV Филопа́тор — царь Египта в 222/221 — 205/204/203 годах до н. э. из династии Птолемеев.
За время его правления Египет потерял мощь и величие, которые были достигнуты предыдущими царями из династии Птолемеев.

## Биография

### Рождение царя и международная обстановка
Некоторые историки полагают, что Птолемей родился в 245 году до н. э., поскольку его родители — Птолемей III Эвергет и Береника II Киренская — были женаты с 246 года до н. э. Но учитывая внезапный отъезд его отца в Сирию на войну, более вероятным кажется, что он был зачат уже после его возвращения, скорее всего в третий год правления Птолемея III и, таким образом, приблизительным годом его рождения можно назвать 242 год до н. э. Если бы его отец оставил юную жену беременной, то поэма Каллимаха «Волосы Береники» должна была бы хоть как-то намекнуть на это. Обучением Птолемея занимался великий учёный Эратосфен.
Птолемей IV получил от своего отца тесно спаянное и мощное государство — вместе с надёжно присоединёнными Келесирией, Киреной и Кипром. Его морской флот позволял ему господствовать на разных островах Эгейского моря, над Галлипольским полуостровом и частями Фракии в районе Эноса и Маронии. Оно ещё пользовалось престижем среди государств Греции. Как отмечает Полибий:

«Предшественники его угрожали царям Сирии с суши и с моря, ибо владели Келесирией и Кипром. Они зорко следили за владыками Азии, а равно за островами, ибо господствовали над важнейшими городами, областями и гаванями на всём морском побережье от Памфилии до Геллеспонта и до области Лисимахии. Они же наблюдали за делами Фракии и Македонии, так как во власти их были Энос, Марония и города далее лежащие. Таким образом, предшественники Птолемея далеко простирали свои руки и издалека ограждали себя этими владениями, поэтому им нечего было страшиться за власть над Египтом».

### Имя
| G5 |

| G5 |

| V28 | E34 · W24 · V1 | A17 | X7 · W24 · Z9 · D40 | S29 | N28 · D36 · N35 | M23 | G43 |

| V28 | E34 · W24 · V1 | A17 | X7 · W24 · Z9 · D40 | S29 | N28 · D36 · N35 | M23 | G43 |

| G16 |

| G16 |

| G37 · D21 | F9 · F9 | Z9 | D40 · U22 · F34 | Aa1 · D21 |

| G37 · D21 | F9 · F9 | Z9 | D40 · U22 · F34 | Aa1 · D21 |

| G8 |

| G8 |

| nswt&bity |

| nswt&bity |

| G39 | N5 |

| G39 | N5 |

| R8 | U6 |

| R8 | U6 |

### Начало правления

#### Сосибий и убийство царских родственников
В Птолемее IV повторился его дед Птолемей II Филадельф, любитель искусств и наслаждений, но он воспроизвёл пороки деда в более экстравагантной форме и не имел серьёзных интеллектуальных запросов, которые придавали налёт величия второму Птолемею. Птолемей IV не только искал беззаботности и удовольствия, он был безразличен к тому, какого склада люди с его попустительства управляли делами государства, при условии что они давали ему средства для жизни среди литературы и эстетических услад и освобождали его от тягот власти. Фактически управлял царством при Птолемее IV александриец Сосибий, сын Диоскурида. Ещё при жизни его отца Птолемея III Эвергета в 235/234 году до н. э. этот Сосибий занимал один из высочайших постов в Египте — жреца Александра, Богов Адельфов (Брата и Сестры) и Богов Благодетелей в Александрии и его именем датировались документы в этом году. Полибий допускает, что у него были некоторые способности, — он называет его «хитрым и опытным старым негодяем». Но на пути Сосибия к власти стояли другие члены царской семьи. Среди них были дядя царя Лисимах, мать царя Береника и младший брат царя Маг. Птолемей IV, в ком любовь к праздности, пьянство, развращённость, поверхностный интерес к литературе поглотили все естественные склонности, по совету Сосибия, убил дядю, брата и мать. Дело подстроили так, что, когда юный Маг принимал ванну, некий человек (Псевдо-Плутарх называет его Феогом) обварил его кипятком, а Береника Киренская умерла от яда.

#### Смерть Клеомена
Другим человеком, которого Сосибий посчитал целесообразным устранить, был спартанский царь Клеомен III, бежавший после битвы при Селласии, в Александрию. Клеомен стал проявлять нетерпение, поняв, что обещания отправить его назад в Грецию вместе с египетским войском охотно давали, но не исполняли. Когда же на престол взошёл новый царь и Клеомен увидел, что ему невозможно внушить ни малейшего интереса к международным делам, он пришёл в отчаяние. Сосибий боялся его влияния на воинов наёмников, тысячи которых были расквартированы в Александрии. Многие из них были пелопоннесцами и критянами, и царь Спарты пользовался в их среде чрезвычайно высоким авторитетом. После опрометчивых слов Клеомена (Клеомен, когда на его вопрос ответили, что привезли лошадей, сказал: «Как бы хорошо было, если бы вместо лошадей ты привёз с собою любовников и арфисток; теперешний царь занят этим всецело») Сосибий приказал взять под стражу его и тринадцать других спартиатов, его друзей. Пока двор временно находился в Канопе, Клеомену и его товарищам удалось сбежать из заключения и они побежали по улицам Александрии с мечами в руках, призывая жителей к свободе. Но предприятие это было совершенно неожиданно, и потому никто не слушал их и не присоединялся к восстанию. После того они с мужеством, достойным спартанцев, наложили на себя руки. Сосибий добился, чтобы мать и детей Клеомена, а также женщин других восставших спартанцев, которые оставались в Египте, также предали смерти (в январе или феврале 219 года до н. э.).

#### Агафокл, Агафоклея и мать их Энанфа
Рядом с Сосибием действовала троица весьма неприглядных персонажей, которые в сговоре с коварным александрийцем правили венценосным сластолюбцем: красивый и порочный юноша Агафокл, его прекрасная сестра Агафоклея и мать их Энанфа. Юстин передаёт это так: 

«Птолемей предался всевозможным излишествам, причём весь его двор стал подражать нравам царя. И не только друзья царские и начальствующие лица, но даже всё войско, оставив занятия военным делом, [нравственно] разложилось и обессилело от безделья и праздности… Он пленился прелестями гетеры Агафоклеи. Забыв совершенно о величии своего сана и высокого положения, ночи он проводил в разврате, а дни — в пирах. Развлечения сопровождались сладострастной музыкой на таких инструментах, как тимпаны и трещотки, причём царь был не только зрителем, но и устроителем этих безобразий и сам играл усладительные мелодии на струнах. Сперва, однако, это были тайные язвы и скрытые беды разлагавшегося царского двора. Но с течением времени распущенность всё росла, и дерзость гетеры уже не могла оставаться в пределах дворцовых стен. Ежедневные развратные сношения царя с братом её Агафоклом, распутным угодливым красавцем, сделали её ещё более наглой. К Агафоклее и Агафоклу присоединилась их мать Энанфа, забравшая в свои руки царя, совершенно обольщенного прелестями обоих её детей. Не довольствуясь властью над царём, [эта семейка] захватила власть и над государством: они стали уже показываться в общественных местах, их приветствуют, их сопровождает [свита]. Агафокл, постоянно находившийся при царе, правил государством, а обе женщины распоряжались раздачей должностей трибунов, префектов и военных командиров. И не было человека во всём царстве, который обладал бы меньшей властью, чем сам царь».
Ему вторит Афиней: 

«Царя Птолемея Филопатора держала в своих руках гетера Агафоклея, переворотившая всё его царство».
Когда такого рода личности заняли положение первых людей государства, престиж Египта в Восточном Средиземноморье быстро и заметно упал. Нам известно, что уже в 220 году до н. э. жители Кикладских островов, когда их начали грабить иллирийские пираты, обратились за помощью не к своему старому защитнику — царю Египта, а к родосцам. Примерно в то же время на Крите, где Птолемеи когда-то имели большое влияние, враждующие города стали искать союзников в других местах. Однако Египет по-прежнему владел Итаном, и Птолемей Филопатор предоставил Гортине средства для строительства новых фортификаций. Египетские гарнизоны в течение всего царствования Птолемея IV продолжали удерживать отдельные районы на побережье и островах Эгейского моря, а чиновники взимали дань с приморских территорий Ликии, Карии, Фракии, крупного порта Эфес, островов Фера, Самос и Лесбос. Даже в Селевкии в устье Оронта египетский гарнизон находился ещё весной 219 года до н. э.

### Четвёртая сирийская война

#### Проба сил
Ещё до того, как молодой Птолемей принял отцовское наследство, греческому миру было хорошо известно, что он за человек. Ведь похоже что именно в год смерти Птолемея III Эвергета молодой Антиох III Великий пришёл к воротам крепости в Ливане, охранявшей северный вход в Келесирию; Полибий сообщает, что Гермий, главный министр Антиоха, убедил его попытаться в первую очередь завоевать Келесирию — страну, на которую представители династии Селевкидов тщетно претендовали уже восемьдесят лет, — «почитая войну с беспечным царём неопасной». Однако египетской армией ещё командовали опытные военачальники. Этолиец Теодот, главнокомандующий войсками в Келесирии, как следует наладил оборону ливанских крепостей, и первые атаки селевкидской армии провалились. Прежде чем Антиох смог добиться успеха в наступлении, ему пришлось прервать поход и поспешить со своим войском на восток, чтобы разобраться в Вавилонии с восставшими сатрапами Мидии и Персии братьями Молоном и Александром. Египет получил передышку почти на два года.

#### Отвлечение Антиоха на восток
Между тем после нападения на Келесирию Египет и Селевкидское царство должны были находится в состоянии если не открытой войны, то вражды. Именно в этот промежуток времени ситуация в Селевкидском царстве осложнилась, и александрийский двор не мог не быть заинтересован в этом. Ахей, правивший в Малой Азии от имени Селевкидов, одновременно являвшийся и двоюродным братом, и зятем царя, отказался от клятвы верности и провозгласил себя независимым правителем. Можно было ожидать, что Египет после этого бунта окажет поддержку Ахею как врагу своего врага; ведь Ахей ещё до своего восстания обвинялся (как считает Полибий, ложно) в тайной переписке с Александрийским двором. Существовала и ещё одна причина для сношения между Ахеем и Египтом. В некий момент своей войны с Селевкидской державой Птолемей Эвергет взял в плен отца Ахея Андромаха, человека очень высокого положения. Сестра Андромаха Лаодика была женой Селевка II и матерью Антиоха III. Когда Птолемей Эвергет умер, Андромах всё ещё находился в Египте в качестве пленника. Так как Ахей давно выказывал большое желание добиться свободы для своего отца, Сосибий считал пленного аристократа очень ценной фигурой в политической игре и не хотел его отпускать.

#### Взятие Антиохом Селевкии
После своего возвращения с победой с востока Антиох первым делом обратился не против Ахея, а против Египта. Весной 219 года до н. э. войско под началом Теодота Гемиолия («Полуторного», у нас нет данных о смысле прозвища; может, из-за высокого роста), тёзки этолийца, командовавшего в Келесирии силами Птолемея, отправилось в путь, чтобы расчистить проходы через Ливан, в то время как сам Антиох двинулся к стенам города предков Селевкии Пиерской, которая вот уже как четверть века находилась под властью Египта. Селевкия обладала очень мощными оборонительными укреплениями, и её нелегко было взять. Хотя Антиоху не удалось подкупить самого коменданта города Леонтия, на его сторону перешли многие младшие командиры египетского гарнизона. После взятия предместья Леонтий, видя повсеместную измену, предпочёл сдаться на условиях неприкосновенности всех находившихся в городе.

#### Вторжение Антиоха в Келесирию
Антиох всё ещё находился в Селевкии, когда ему доставили письмо от другого Теодота, этолийца и правителя Келесирии, который двумя годами раньше преградил ему дорогу. Вскоре после того Теодот узнал, что александрийский двор считает его человеком от которого нужно избавиться. Он едва спасся от смерти и подозревал, что Сосибий приложил к этому руку. Из Александрии уже послали в Грецию за другим этолийским наёмником Николаем, который должен был сменить Теодота. Но Теодот опередил александрийские власти. Он вместе с доверенными людьми занял Птолемаиду и Тир и написал Антиоху, предлагая сдать ему оба города. Вскоре армия Селевкидов была уже в Палестине. Антиох прошёл вдоль побережья и овладел Тиром и Птолемаидой. Николай, прибывший в Келесирию и взявший на себя командование расположенными там египетскими войсками, пока ещё удерживал внутренние районы и некоторые города на побережье, такие как Сидон, Арвад и Дор.

#### Подготовка египетской армии
Эти события в Сирии застали александрийский двор врасплох. Сосибий, Агафокл и дворцовая клика увидели, что, если они сейчас же не примут решительных мер, Антиох может положить конец их власти. Корысть подстегнула их силы и предприимчивость. Выдающимуся греческому художнику тех дней, работавшему в Александрии, чуть не отрубили голову как предполагаемому соучастнику измены.
Стало понятно, что нужно создать египетскую армию, способную противостоять опытным войскам Антиоха. Сама по себе такая задача не представляла большого труда для любой державы, обладающей такими богатствами как Египет. Двор мог нанять лучших военных специалистов своего времени и поручить им как следует подготовить дезорганизованную армию и взять на себя боевое командование. Пополнить армию можно было за счёт нового широкомасштабного набора. Только на всё это требовалось время, а Антиох уже находился на границах собственно Египта. Поэтому задача для александрийского двора заключалась в том, чтобы вести с Антиохом переговоры до тех пор, пока не будет готова египетская армия. Первым делом надо было предотвратить его вторжение в Египет непосредственно в 219 году до н. э. Имевшиеся в наличии силы были сосредоточены в Пелусии, издревле считавшимся ключом к владениям Египта. Там были открыты каналы и засыпаны колодцы с годною для питья водою.
К концу осени того года Антиох овладел ещё малой долей Келесирии, не считая побережья, но и там ему не удалось выгнать Николая из Дора. Тогда александрийский двор начал переговоры и внушил Антиоху уверенность, что почти готов принять любые условия. Тот согласился на четырёхмесячное перемирие и на зиму вернулся в Селевкию. Зимой переговоры между обоими правительствами продолжились, и, чтобы ещё больше их запутать, александрийский двор вынудил несколько греческих государств вмешаться в них в качестве посредников. Сосибию даже хватило ума извлечь выгоду из пресловутого бездействия Птолемея; он воспользовался им как средством создания в Антиохе чувства ложной уверенности. Зима в Александрии проходила как никогда энергично: греческие командиры муштровали воинов в лагерях, шёл набор и подготовка новобранцев, свежие наёмники стекались в армию из-за моря. Иностранным послам, посещавшим Египет, не разрешалось доезжать до Александрии, чтобы они не увидели всё происходящее; на зиму двор обосновался в Мемфисе — через который шёл обычный путь из Сирии в Александрию — и там принимали иностранных послов.
В своём повествовании Полибий даёт нам понять, что египетская армия была полностью реорганизована. Старые кадры распущены, войска перегруппированы в соответствии с тем, каким видом оружия они владели, исходя из своей национальной принадлежности и возраста. Чрезвычайная ситуация привела к одному эпохальному нововведению. Царский двор решил создать фалангу из этнических египтян, помимо обычной фаланги из греческих и македонских воинов; двадцать тысяч крепких и если не воинственных, то послушных крестьян были вооружены по македонскому образцу, обучены владеть длинной македонской пикой (сариссой) и по команде двигаться единым строем, как македоняне.

#### Продолжение боевых действий
Весной 218 года до н. э., так как Египет и Сирия не пришли к согласию в ходе переговоров, поскольку Сосибий и не собирался ни с чем соглашаться, Антиох продолжил завоевание Келесирии. Жители Арвада покорились ему и заключили с ним союз. Затем заняв по пути Ботрис, сжегши Триерес и Калам, он подошёл к Бериту. Продолжая поход дальше Антиох подошёл к тому месту где отроги Ливана вплотную подходят к морскому побережью, оставляющим лишь узкий трудный проход у самого моря. Здесь-то и утвердился египетский полководец Николай. Одни места он успел занять главною частью войска, другие укрепил искусственными сооружениями и был уверен, что ему легко будет воспрепятствовать вторжению Антиоха. Тут же в море занял оборону и египетский флот под командованием Перигена, готовый встретить флот Антиоха, сопровождающий сухопутную армию последнего. Когда все войска сошлись началось сражение. Морская битва шла с обеих сторон с равным успехом, ибо и численность, и вооружение кораблей у обоих противников были одинаковы. Что касается сухопутной битвы, то вначале одерживали верх войска Николая, коим помогала укрепленность местоположения; но вскоре войска селевкидского царя отбросили египтян, стоявших на горном склоне, и ударили на врага с горных высот; тогда воины Николая оборотили тыл и все стремительно бежали. Из числа их во время бегства было убито до двух тысяч человек, не меньше того взято в плен; остальные отступили к Сидону. Периген рассчитывал было на перевес в морской битве, но при виде поражения сухопутного войска отступил беспрепятственно в ту же область.
Не решившись штурмовать Сидон, город сильно укреплённый и многолюдный, Антиох обошёл его стороной. Города Филотера и Скифополь сдались без боя. Для охраны городов он поставил гарнизоны, а сам перевалил через горный хребет и явился перед Атабирием, расположенным на круглом холме; подъём к нему имел более пятнадцати стадий (почти 2,7 км). Воспользовавшись благоприятным моментом, он устроил засаду и взял город с помощью военной хитрости, а именно: жителей города он вызвал на легкую схватку и передние ряды увлек за собою далеко вниз; потом, когда бежавшие повернули назад, а находившиеся в засаде поднялись на врага, он многих положил на месте; наконец, преследуя остальных и распространяя ужас перед собою, он взял с набега и этот город. В это время Керая, один из второстепенных начальников Птолемея, перешёл на сторону царя. Царь принял его с почетом и тем зародил колебание во многих начальниках на стороне неприятеля. Так, по крайней мере, фессалиец Гипполох вскоре после этого явился к Антиоху с четырьмястами конных воинов Птолемея. Укрепив гарнизоном и Атабирий, Антиох пошёл дальше и приобрёл Пеллы, Камун, Гефрун, Гадару и другие города Декаполиса. Жители соседних областей Аравии добровольно присоединились к Антиоху. После этого Антиох был уведомлен, что значительный неприятельский отряд собрался в Филадельфии (Раббат-Аммон) и отсюда совершает опустошительные набеги на земли примкнувших к нему арабов. Город был осаждён и подвергнут непрерывным штурмам, но это не приносило победы, так как войско там оборонявшееся было многочисленным. Наконец кто-то из пленных открыл им подземный ход, по которому осажденные спускались за водой; ход этот осаждающие разрушили и заложили дровами, щебнем и тому подобным. После этого недостаток воды принудил осажденных сдаться. Перешедших к нему от Птолемея Гипполоха и Керею он отрядил с пятью тысячами пехоты в область Самарии с приказанием охранять её и даровать неприкосновенность всем, кто изъявит покорность царю. Затем во главе войска он двинулся в Птолемаиду на зимнюю стоянку.
Видимо к этому времени или зимой Антиох овладел и городами Филистии, в том числе Газой, что не нашло отражения в труде Полибия. В 218 году до н. э. египетский двор отправил против Антиоха в Палестину недостаточные силы, что и объясняет повсеместную победу Антиоха. Мощная армия, которая формировалась в Александрии, была ещё не готова и её не собирались прежде времени выводить на поле боя.

#### Битва при Рафии
Весной 217 года до н. э. египетские власти решили, что время пришло и они готовы дать генеральное сражение. 13 июня армия насчитывающая 70 тысяч пехоты, 5 тысяч конницы и 73 африканских слона двинулась через пустыню в Палестину. С войском отправился сам Птолемей его сестра Арсиноя и Сосибий. Получив известие о приближении египетской армии, Антиох сосредоточил свои силы (62 тысячи пехоты, 6 тысяч конницы и 102 индийских слона) в Газе и вышел навстречу Птолемею. Две армии сошлись у города Рафия. Согласно Пифомской стеле битва состоялась 10 пахона (22 июня) 217 года до н. э. Из рассказа Полибия представляется, что Антиох мог бы одержать победу в битве, если бы не его характерная запальчивость. День начался плохо для Птолемея. Африканские слоны, доставленные с таким неимоверными трудами и расходами из далёкой Сомалийской страны, оказались не то что бесполезными против индийских слонов селевкидского царя, но даже вредными. В беспорядке звери стали теснить ряды своих же воинов. Конная атака с правого фланга, которой руководил Антиох, сломила и обратила в бегство конницу, находившуюся на левом фланге египетских сил, где во время боя был сам Птолемей, так что царь Египта вскоре был сметён паническим бегством в задние ряды воинов. Но Антиох в ликовании погони потерял связь с остальным полем боя, и на другом фланге египетская конница врезалась в селевкидские ряды. В суматохе, возникшей между этими двумя армиями, египетские воины доказали, что не зря полтора года потратили на систематическую подготовку и муштру в Александрии. Должно быть, даже крестьяне, в первый раз орудуя своими македонскими пиками в настоящем бою, отлично показали себя. Селевкидское войско подалось назад, а к концу дня уже бежало в Газу и дальше. Число павших воинов Антиоха было немного меньше десяти тысяч пехоты и больше трехсот конницы; в плен попало более четырёх тысяч человек. Из слонов три остались на поле битвы, а два других пали от ран. На стороне Птолемея было убитых около тысячи пятисот человек пехоты и до семисот конницы; слонов пало шестнадцать, а большая часть захвачена неприятелем.

#### Мирный договор
После победы и отступления Антиоха в свою страну Птолемей удовлетворился возвращением захваченных городов под свою власть. Дальнейшие завоевания и военные триумфы его не волновали. Египет с лёгкостью отпустил Антиоха, даже не требуя контрибуции.

«Он мог бы отнять у Антиоха его царство, если бы его доблесть пришла на помощь его счастью. Но Птолемей удовлетворился возвращением городов, которые было потерял, заключил мир и с жадностью ухватился за возможность вернуться к мирной жизни».

«Так кончилась битва царей при Рафии за овладение Келесирией. После погребения павших воинов Антиох с войском отступил домой, а Птолемей без всякого сопротивления взял Рафию и прочие города, ибо все городские общины спешили одна перед другою покинуть врага и возвратиться под власть Птолемея. Конечно, в такие времена все люди стараются приспособиться как-нибудь к сложившимся обстоятельствам, а тамошние народы больше других обнаруживают природную склонность и охоту уступать требованиям времени. Тогда это происходило тем неизбежнее, что самое расположение влекло их к александрийским царям, ибо население Келесирии издавна отличалось глубокою привязанностью к этому дому. Вот почему не было тогда недостатка в самом неумеренном выражении лести, и люди воздавали почёт Птолемею венками, жертвами, алтарями и всякими иными способами. 
По прибытии в город, носящий его имя, Антиох из опасения неприятельского нашествия немедленно отправил к Птолемею послов, племянника Антипатра и Теодота Гемиолия для окончания войны и заключения мира. После понесенного поражения он не доверял более населению и опасался, как бы Ахей не воспользовался обстоятельствами для нападения. Но ничего этого Птолемей не принимал в соображение; он радовался победе, которой не ожидал, и вообще нежданному завоеванию Келесирии; от мира царь не уклонялся, напротив, жаждал его больше, чем подобало, в силу привычки к беспечной и порочной жизни. Поэтому, когда явился Антипатр с товарищем, Птолемей довольствовался легкими угрозами и укоризнами по случаю содеянного Антиохом и затем согласился заключить перемирие на один год. Вместе с послами Антиоха он отправил Сосибия для утверждения договора, а сам, пробыв в Сирии и Финикии три месяца и восстановив прежний порядок в городах, оставил Андромаха из Аспенда начальником всех этих стран и отправился с сестрою и друзьями в Александрию. Такой конец войны был неожиданностью для его подданных, знавших его всегдашний образ жизни. По утверждении договора с Сосибием Антиох, согласно первоначальному плану, стал готовиться к войне с Ахеем».
В найденной на острове Сифнос надписи говорится о том, как послы, присланные из Египта объявить о великой победе островным городам, входившим в сферу влияния морского флота Птолемея, прибыли на остров. В то же время Сифнос посетил главный египетский флотоводец Периген и выразил удивление тем, какую верность династии Птолемеев проявили жители этого маленького острова.

### Птолемей IV и евреи
В «Третьей книге Маккавейской» (не имеющей отношения к собственно Маккавеям) имеется описание того, как царь Птолемей после битвы при Рафии ездил по городам возвращённой провинции и, среди прочих, прибыл в Иерусалим. Из любопытства, как сказано в источнике, он хотел войти в святая святых и очень обиделся на евреев, которые не дали ему это сделать. Английский историк Э. Бивен характеризует эту книгу как религиозный роман, представляющий собой весьма скудное историческое свидетельство, однако, по словам Полибия, после битвы царь всё же провёл три месяца в Келесирии и Финикии и лично надзирал за восстановлением своей власти в разных городах и селениях страны, и если это было так, то Бивен допускает, что Птоломей посетил Иерусалим и там захотел войти в святилище. А когда ему это запретили сделать, почувствовал себя оскорблённым. Поэтому начало рассказа из Третьей книги Маккавейской выглядит правдоподобно, хотя и не подтверждается ни одним другим источником. Махаффи склоняется к правдивости этой истории, но Бивен, будучи уверенным в написании Книги пророка Даниила post factum, так не считает. Однако Бивен видит историческую основу в повествовании о битве при Рафии, в частности, об участии Арсинои. Зато продолжение истории — о том, как разгневанный неудачей в храме Птоломей задумал, по возвращении в Александрию, излить свою месть на египетских иудеев, приказал собрать их со всех городов и сёл в Александрию и здесь перетоптать слонами, и о том, как они чудом спаслись — явно выглядит выдумкой. Вполне возможно, что Птолемею IV были приписаны преследования, которым евреи впервые подверглись при Антиохе Эпифане в Иудее пятьдесят лет спустя..
П. А. Юнгеров, православный библеист, приводит возражения западных историков, главное из которых — покровительство Птолемеев разным направлениям философии и религиям, и в том числе иудейской, в частности, при их содействии создана Септуагинта, так что враждебность Филопатора представляется странной. Непонятно, зачем нужно было непременно всех иудеев со всех городов и сёл свозить в Александрию, а не на месте их жительства подвергать казни? Очень странное впечатление производит описание в книге некоторых чудес. Например, «по действию промысла небесного» не доставало у египетских писцов хартий и письменных тростей для переписи всех иудеев. Да и к чему нужна была эта перепись, когда всех их хотели истребить? Переписать не могли в 40 дней и ночей, а перевязали всех в одну ночь? Вообще в книге очень много признаков неисторичности. Множество явных противоречий автора собственным повествованиям. В конце утверждается, что когда царь по велению Господа простил их, у египетских иудеев был учрежден особый праздник «и поставили памятник в постоянное воспоминание этого события». Однако ж ни о празднике, ни о памятнике сведений у иудеев не сохранилось. Существуют и более осторожные оценки историчности книги, например, митрополит Филарет (Дроздов) признаёт, что при всех излишних прикрасах она основана на исторических событиях, и отождествляет описанное преследование с тем, которое Иосиф Флавий отнёс к правлению Птолемея Фискона.

### Женитьба на сестре и обожествление супругов
12 октября 217 года до н. э. Птолемей IV с победой вернулся в Египет. Вскоре по возвращении он женился на своей сестре Арсиное, пойдя в этом вопросе по стопам своего деда и переняв как и он этот обычай фараонов. С этого времени начал оправляться культ Птолемея и Арсинои, которым поклонялись под именем Богов Филопаторов. Неизвестно, почему Птолемей IV принял прозвище Филопатор («Любящий отца»). Возможно, Птолемей Эвергет был особенно популярен в Египте, и правящий царь и царица стремились увеличить свою популярность, связав себя в народном сознании с покойным великим царём.
Брак царя с сестрой не повлёк никаких перемен в столичной жизни. Несчастную девушку выдали за брата только ради того, чтобы от неё родился наследник трона царской крови. Агафокл и Агафоклея, как и прежде, управляли развратными сконностями царя. Дворец кишел самозваными литераторами, поэтами, грамматиками, проститутками, музыкантами, шутами, философами. Среди философов, живших в то время при дворе Птолемея Филопатора, был выдающийся стоик Сфер. До наших дней дошёл один исторический анекдот рассказанный Диогеном Лаэртским: 

«Слушателем Клеанфа после смерти Зенона был, как сказано, Сфер Боспорский, который потом, достигнув больших успехов в науках, уехал в Александрию к Птолемею Филопатору. Здесь однажды возник спор, подвержен ли мудрец ложным мнениям, и Сфер утверждал, что нет. Царь захотел уличить его и велел подать к столу гранатовые яблоки из воска; Сфер принял их за настоящие, и царь вскричал, что вот Сфер и принял ложное представление».
Птолемей Филопатор претендовал на то, чтобы считаться поэтом, и сочинил пьесу «Адонис», судя по названию эротического характера. Агафокл последовал его примеру, написав к ней комментарий.

### Мемфисский декрет
В Пифоме была найдена стела, где иероглифами, демотическими знаками и на греческом языке записан декрет, принятый собранием египетских жрецов в Мемфисе в ноябре 217 года до н. э. ввиду недавней победы в Сирии. Сейчас это постановление известно как Мемфисский декрет. В нём содержится мало информации о сирийской кампании; повторяются обычные фразы — фараон, подобно Хору, разбил врага, захватил необозримое число пленников, золота, серебра и драгоценностей, вернул в храмы (вероятно, Келесирии) изображения, которые выбросил из них Антиох, с огромными расходами восстановил те, которые были разрушены, обрушил ливень даров на храмы царства, привёз в Египет увезённых персами идолов и вернул их на место. Всё это общие фразы, но в надписи всё-таки содержится несколько дотоле неизвестных дат, в частности, дата битвы при Рафии. Также она интересна тем, что в ней отразилась некоторая египтизация государства Птолемеев. Здесь впервые, насколько нам известно, в греческом переводе встречаются полные формулировки, использовавшиеся для описания фараона, которые отсутствуют в Канопском декрете от предыдущего царствования. Кроме того, в надписи содержатся сведения о новых особенностях оправления царского культа в египетских храмах: изготовлении изображений Филопатора и Арсинои, вырезанных по древнему образцу, где фараон пронзает поверженного в бою врага, и учреждения праздника в честь годовщины битвы при Рафии и пяти последующих дней как праздника радости, а 20-го числа каждого месяца — торжества в честь Птолемея I и Береники I.

### Строительная деятельность
При Птолемее Филопаторе продолжались работы над великим храмом Хора в Эдфу. В Луксоре его картуш встречается на различных зданиях, то есть, если он не возводил эти сооружения, он, во всяком случае, занимался их отделкой и хотел, чтобы его имя было с ними связано. На другой стороне реки, в Дейр-эль-Медине, он заложил прекрасный небольшой храм Хатхор, который закончили его преемники. Кроме того, в Асуане он попытался завершить (кажется, так и не сумев) маленький храм Исиды-Сотис, строительство которого было начато его отцом; построил пронаос для храма Мина в Панополе; реконструировал храм Монту в Эль-Тоде;
- Он построил новое святилище Мут-Анта
- Храм Немти в Кав-эль-Кебир (Антеополь)
- Храм возрождения (маммиси) в Медамуде
- Гробница Осириса в Элефантине
- Храм Арснуфиса на острове Филы

Помимо египетских храмов, воздвигнутых по приказу Птолемея, известно ещё о трёх сооружениях, которые он велел построить. Одно из них — храм Гомера.

«Птолемей Филопатор воздвиг Гомеру храм; внутри этого храма великолепно поставил великолепную статую сидящего поэта и окружил её городами, оспаривающими друг у друга честь называться его родиной».
Два другие — суда невиданного размера. Первое — морской корабль с немыслимым количеством вёсельных рядов, а именно с сорока рядами. Афиней, ссылаясь на Калликсена Родосского, так описывает его:

«Филопатор построил тессараконтеру, имевшую в длину двести восемьдесят локтей (126 м), а от борта до борта тридцать восемь локтей (17 м); в вышину же до верхнего края борта — сорок восемь локтей (почти 22 м), а от верха кормы до ватерлинии — пятьдесят три локтя (24 м). Корабль имел четыре рулевых весла по тридцать локтей (13,5 м); длина весел верхнего ряда — самых больших — была тридцать восемь локтей (17 м); так как в их рукоятках находился свинец, то они во внутренней части корабля были очень тяжелыми, что давало им равновесие и делало удобными для гребли. Корабль имел два носа и две кормы (катамаран) и семь бивней, из них один передний, а другие постепенно уменьшающейся длины, некоторые на скулах корабля. Скрепляющих обвязок он имел двенадцать, каждая длиной в шестьсот локтей (270 м). Корабль имел необычайно красивые пропорции. Удивительно красиво было и его снаряжение: на корме и на носу были фигуры не менее двенадцати локтей вышиной (5,5 м), и повсюду он был расцвечен восковыми красками, а часть борта с отверстиями для весел до самого киля была разукрашена резьбой — листвой плюща и тирсами. Очень красивы были и снасти; они заполняли все отведенные для них части корабля. При испытании корабль имел свыше четырёх тысяч гребцов и четыреста человек обслуживающей команды; на палубе поместилась пехота в числе трех тысяч без ста пятидесяти; да кроме того, под скамьями гребцов — ещё много людей и немало продовольствия. Спущен он был с помоста, на который, говорят, пошло столько дерева, сколько на пятьдесят пентер».
Однако Плутарх дополняет:

«Но это судно годилось лишь для показа, а не для дела и почти ничем не отличалось от неподвижных сооружений, ибо стронуть его с места было и небезопасно и чрезвычайно трудно».
Второе — гигантское увеселительное судно, на котором двор совершал поездки по Нилу, с салонами, спальнями и колонами, выполненными из древесины драгоценных пород, слоновой кости и позолоченной бронзы и украшенный коврами и вышивками греческих мастеров.

«Построил Филопатор и речное судно, так называемую „барку с каютами“, длина которой достигала полутора стадий (277,5 м), а ширина тридцати локтей (13,5 м), высота же вместе с палубными надстройками — почти сорок локтей (18 м). Конструкция барки, будучи приспособленной к плаванью по реке, отличалась и от длинных военных судов, и от круглых торговых. А именно, для придания ей малой осадки днище ниже ватерлинии было сделано плоским и широким, корпус же был высок и широко растянут, особенно в носовой части, что придавало силуэту барки изящный изгиб. Барка имела два носа и две кормы (катамаран), борта же были сделаны высокими из-за того, что на реке нередко поднимались большие волны. Внутри корпуса были обеденные комнаты, спальни и все остальное, необходимое для проживания. Вокруг судна с трех сторон шла двухэтажная галерея длиной не менее пяти плетров (около 155 м). По своему устройству нижняя палуба походила на перистиль; верхняя же — на закрытый перистиль, обнесенный стеной с оконцами».

### Мистерии Диониса
Царь особенно пристрастился к одной форме неистовства — к дионисийским оргиям. Птолемеи заявляли, что происходят от Диониса, и, видимо, Птолемей IV стремился каким-то образом стать олицетворением этого божественного предка. Хотя он не принял имя Неос Дионис (Новый Дионис) в качестве официального прозвища, как сделал один из его потомков, тем не менее его часто называли Дионисом в народе. Известно, что он приказал вытатуировать лист плюща на своём теле, чтобы выказать свою преданность Дионису. Из рассказа Афинея, где говорится, что его огромные корабли были украшены резьбой в виде листвы плюща и тирсов, можно сделать вывод, что они также были посвящены Дионису. Берлинский папирус проливает свет на то, как рьяно царь поклонялся своему любимому богу: 

«По приказу царя, все, кто в округах страны инициирует мистерии Диониса, должны явиться по реке в Александрию. Те кто живёт не дальше Навкратиса, в течение 10 дней после объявления этого указа, а те кто живёт за Навкратисом, в течение 20 дней, зарегистрироваться у Аристобула в бюро записей (каталогионе) в течение 3 дней после прибытия и немедленно заявить, кто посвящал их в ритуалы в течение трёх поколений, и каждый должен представить запечатанную священную Речь (Логос), написав на своём экземпляре собственное имя».
Говорят, что одним из прозвищ Птолемея IV в Александрии было Галл — имя, которое давали приверженцам Великой Матери, в состоянии исступления оскоплявшим себя.

### Волнения в Египте
В самом Египте правление Птолемея Филопатора после его победоносного возвращения из Палестины не обошлось без волнений. После битвы при Рафии стало гораздо труднее регулировать туземный вопрос: для египетского народного самосознания было важно, что двадцать тысяч египтян встретились и сразились с македонскими войсками или, по крайней мере, войсками, обученными и вооруженными по македонскому образцу, и в отдельных районах страны возникла надежда, что и в самом Египте его древний народ сможет успешно противостоять господствующим грекам и македонянам, сумев сделать с ними то же, что их предки сделали с гиксосами.
Армия едва успела вернуться в Египет после сражения при Рафии, как тут же начались восстания. Историю этой борьбы рассказывает Полибий в своём важном, но утерянном труде. Однако из того, что он пишет в сохранившемся фрагменте, видно, что это было затяжное и запутанное дело:

Вслед за описанными выше событиями у Птолемея началась война с египтянами. Дело в том, что, вооружив египтян для войны с Антиохом, царь прекрасно распорядился относительно настоящего, но ошибся в будущем. Египтяне возгордились победою при Рафии и вовсе не желали повиноваться властям. Почитая себя достаточно сильными для борьбы, они искали только годного в вожди человека и немного времени спустя нашли такового.
— Полибий. Всеобщая история. Книга V, 107

…Быть может, нас спросят, почему, излагая все события погодно, мы только события египетской истории обозреваем в этом месте за период времени более длинный. Но мы имели для этого следующие основания: царь Птолемей Филопатор, о котором идёт теперь речь, по окончании войны в Келесирии отринул всё доброе и начал распутную жизнь, какая только что рассказана нами. Впоследствии обстоятельства вовлекли его в описываемую теперь войну, в которой, если не считать жестокостей и подлостей с обеих сторон, не произошло ничего замечательного: ни сражения сухопутного или морского, ни осады, ни чего-либо иного подобного. Вот почему я и решил, что рассказ легче будет и писать, и удобнее читать, если маловажные и внимания недостойные происшествия не буду излагать точно по годам, но сделаю общую цельную характеристику царя.
— Полибий. Всеобщая история. Книга XIV, 12
То есть, стремление египтян к независимости не привело к судьбоносным событиям, таким как решающие сражения между большими армиями, морские битвы или осады, как в обычной войне. Их борьба представляла собой череду мелких стычек между отрядами повстанцев и правительственных сил, можно сказать, партизанскую войну, разгоравшуюся в той или иной местности и порождавшую небывалый ужас, ярость и предательство.
Тот факт, что строительство храма в Эдфу продолжалось до 16-го года правления царя (207/206 года до н. э.) — как сказано в иероглифической надписи, — доказывает, что беспорядки не перерезали сообщение между двором и Верхним Египтом, во всяком случае до того года. Вероятно, что восстание в первую очередь охватили местности в Нижнем Египте. В старину именно заросли тростников в Дельте давали приют египетским вождям, восставшим против персов. Восстание затронуло Верхний Египет, вынудив прекратить строительные работы в Эдфу, лишь в последние годы царствования Птолемея IV. На стене храма в Эдфу всё ещё можно прочитать иероглифическую надпись:

Так был построен храм, закончено внутреннее святилище для золотого Хора, прежде 10-го года, 7 эпифи, во времена царя Птолемея Филопатора. Стена в нём украшена прекрасной надписью с великим именем его величества и изображениями богов и богинь Эдфу, и его великие врата и двойные двери его просторного зала закончены до 16-го года его величества. Затем разразилось восстание, и так случилось, что банды мятежников прятались во внутренних помещениях храма…

В одном источнике упоминаются надежды, которые в то время питали египтяне, — это демотический папирус, где содержится предсказание оракула, якобы полученное в дни царя Тахоса, хотя на самом деле сочинённое в дни Птолемеев, и его толкование. Несмотря на трудности в интерпретации текста, скорее всего, оракул рисует картину того, что случилось в Египте со времён Тахоса, в форме пророчества, которое предвосхищает освобождение Египта в будущем, упоминает народного освободителя, который станет царём после изгнания чужеземцев. «Сей есть человек из Хнеса (Гераклеополя), кто после чужеземцев (персов) и ионийцев (греков) будет властвовать. Возликуй от радости, пророк Харсафеса!» И комментарий поясняет: «Это значит: пророк Харсафеса радуется после Уинна; он становится правителем в Хнесе». Затем оракул говорит, что он соберёт армию, что будут битвы, коронация и радость Исиды Афродитополя. А кончается комментарием так: «Возрадуйся о Правителе, который будет, ибо он не отвратился от Закона».

### Международная обстановка в конце правления
Грецию в последние годы правления Птолемея Филопатора разрывала вражда между Филиппом, царём Македонии, и Этолийским союзом. Египет не принимал в ней активного участия, но он предпринимал различные дипломатические шаги; между александрийским двором и греческими государствами были постоянные сношения; многие в греческом мире охотно завоевали бы благосклонность власти, правившей в Александрии. Не стоило пренебрегать дарами, которые богатый царь Египта мог сделать любому городу, решив оказать ему милость. Посвящение в честь Птолемея Филопатора найдено на Родосе; посвящение в честь Птолемея и Арсинои — в беотийских Оропе и Феспиях. Танагра и Орхомен оказывали почести Сосибию. Полибий с отвращением упоминает чрезмерные почести, которыми осыпали Птолемея Афины:

«Афиняне избавились от страха перед македонянами и с того времени воображали, что независимость их прочно обеспечена. Руководимые Эвриклидом и Микионом, они не принимали участия ни в каких движениях прочих эллинов. Разделяя настроение и желание своих руководителей, они простирались в прах перед всеми царями, наипаче перед Птолемеем, допускали всякого рода постановления и общественные восхваления и по легкомыслию своих вождей мало заботились о соблюдении достоинства».
Помимо этих следов египетского влияния на независимые государства Греции, известны и знаки почтения, которые оказывали представителям династии Птолемея и их приближённым в государствах, всё ещё находившихся в непосредственном подчинении у Египта. Это Тира, Сест, Мефимна на Лесбосе, Книд, Галикарнас, Кипр.
В войну между Антиохом III и его кузеном Ахеем в Малой Азии, которая произошла после заключения мира между Египтом и Сирией, Птолемей не вмешивался. Мы только видим, что, когда Ахей находился в осаде в Сардах, александрийский двор сделал попытку подстроить его побег и подослал тайного агента, некого критянина по имени Болид. Критянин оказался изменником и вместо того, чтобы спасти Ахея, доставил его к Антиоху, который его казнил.
Однако гораздо более важным для судеб государств Средиземноморья, чем всё, что происходило в Греции и Азии при Птолемее Филопаторе, были события в Италии и на Западе: Вторая Пуническая война, решительная схватка между Ганнибалом и Римом. Дальновидные политики уже увидели, какие тучи сгущаются над миром. На съезде в Навпакте 217 года до н. э., где присутствовали послы от Птолемея, этолиец Агелай ясно дал понять представителям македонских и греческих государств, что именно в Италии решается, кто будет властвовать миром. Если они не уладят свои ссоры и не объединятся, то вскоре окажутся под властью либо Карфагена, либо Рима. Его предостережение не осталось незамеченным, но ни к чему не привело.
Впоследствии царь Македонии вступил в союз с Ганнибалом, а этолийцы — с Римом. Египетский двор хранил строгий нейтралитет. Когда в 216 году до н. э. карфагенский корабль, идущий в Карфаген с пленником на борту — проримским италийцем Децием Магием, — из-за бури был вынужден войти в киренскую гавань, Магий сбежал на берег и искал убежища у статуи царя. Его доставили в Александрию, но освободили лишь после того, как двор удостоверился, что Ганнибал взял его в плен в нарушение договора. На следующий год сицилиец Зоипп прибыл в Александрию в качестве посла от молодого сиракузского царя Иеронима (Гиеронима), чтобы убедить Птолемея примкнуть к карфагенянам, но, разумеется, успеха не добился. Между 215 и 210 годами до н. э. римские послы явились в Александрию, с целью закупить зерно в Египте, в то время единственной стране Средиземноморья, не участвовавшей в войне, так как Италии, где поля были разорены из-за передвижений армии, угрожал голод. Когда после битвы при Метавре в 207 году до н. э. стало ясно, что Рим не хочет заключения мира между этолийцами и Филиппом, александрийский двор, рассылавший до того послов, желая быть посредником между противоборствующими силами в Греции, кажется отступил и решил не наносить обиды Риму.

### Смерть царя
Кончина Птолемея Филопатора окутана мраком. По словам Юстина, дворцовая клика какое-то время держала его смерть в тайне:

«Но вот Птолемей умер, оставив после себя пятилетнего сына; его смерть долго скрывали, а тем временем женщины (то есть Агафоклея и её мать) расхищали царскую казну и, стакнувшись с подонками общества, пытались захватить власть».
Возможно, во второй половине его правления Птолемей и Арсиноя очень мало появлялись на людях. Вероятно, разум Птолемея был окончательно притуплен пьянством и прочими излишествами, а Арсиноя жила во дворце пленницей.
Считается установленным, что Птолемей IV Филопатор умер и Птолемей V Эпифан наследовал его трон 28 ноября 203 года до н. э.

### Семья
- Его женой была Арсиноя III, которая являлась также его младшей сестрой. От неё он имел сына.
  - Птолемей V Эпифан

Царица отрицательно относилась к разгульному образу жизни своего брата и мужа, но видно не пользовалась влиянием во дворце. Великий Эратосфен, учитель Птолемея IV Филопатора, оставшийся в Александрии, дожил до той поры, когда с печалью в сердце увидел итог своих усилий по воспитанию сына Птолемея Эвергета. Когда Птолемей IV умер, старик написал произведение под названием «Арсиноя» в память о юной царице. Само произведение не сохранилось, но дошло упоминание о нём в высказывании Афинея:

"В Александрии некогда справлялось празднество Лагинофорий; о нём рассказывает Эратосфен в сочинении «Арсиноя». Пишет он так: "Птолемей учредил много разных праздников и жертвоприношений, особенно в честь Диониса, и вот Арсиноя спросила какого-то прохожего, шедшего с масличными ветвями, что за день и что за праздник нынче справляют, а тот отвечал: «Праздник называется Лагинофории (Кувшинов); участники лежат на соломе, и каждый ест то, что принёс с собой, и пьёт из собственного кувшина». Когда он пошёл дальше, царица повернулась к нам и заметила: «Грязный же будет у них сброд! Толпа всякого звания и еда несвежая, приготовленная кое-как».

### Итоги правления
Мир, в котором началось правление Птолемея IV Филопатора, был греко-македонский, собранный воедино завоеваниями Александра Македонского; но мир, в котором его правление подошло к концу, уже изменился, и над ним нависла тень Рима. Начиная с царствования Птолемея IV история Египта отмечена ростом силы туземного элемента во внутренних делах и снижением роли Египта как фактора международной политики.
Евсевий Кесарийский, со слов Порфирия Тирского, в одном месте своей «Хроники» говорит, что Птолемей Филопатор царствовал в течение 17 лет, а в другом — 21 год.
| Династия Птолемеев                   |                                                                   |                             |
| Предшественник: Птолемей III Эвергет | царь Египта 222/221 — 205/204/203 до н. э. (правил 17 или 21 год) | Преемник: Птолемей V Эпифан |